# Głuchy telefon (serial telewizyjny)
Głuchy telefon (ang. Grapevine, 1992) – amerykański serial komediowy stworzony przez Davida Frankela.
Jego światowa premiera odbyła się 15 czerwca 1992 roku na kanale CBS. Ostatni odcinek został wyemitowany 27 lipca 1992 roku. W Polsce serial nadawany był na kanale TV4.

## Obsada
- Jonathan Penner jako David Klein
- Steven Eckholdt jako Thumper Klein
- Lynn Clark jako Susan Crawford

## Spis odcinków
| N/o            | Tytuł angielski            |
| -------------- | -------------------------- |
|                |                            |
| SERIA PIERWSZA |                            |
|                |                            |
| 01             | The Janice and Brian Story |
|                |                            |
| 02             | The Katie and Adam Story   |
|                |                            |
| 03             | The Fran and Joey Story    |
|                |                            |
| 04             | The Lisa and Billy Story   |
|                |                            |
| 05             | The Allison and Ken Story  |
|                |                            |
| 06             | The Jessica and Tony Story |
|                |                            |